# Gerhard Barkhorn
Gerhard Barkhorn (Königsberg, 20 de março de 1919 — Frechen, 11 de janeiro de 1983) foi um piloto de caça alemão e comandante de ala na Luftwaffe durante a Segunda Guerra Mundial. Como um ás de caça, ele foi o segundo piloto de caça mais bem-sucedido de todos os tempos, depois do colega Erich Hartmann. Além de Hartmann, Barkhorn é o único ás a ultrapassar 300 vitórias reivindicadas.  Após a Segunda Guerra Mundial, ele se tornou um oficial de alto escalão da Força Aérea Alemã da República Federal da Alemanha.
Nascido na República de Weimar em 1919, Barkhorn ingressou na Luftwaffe em 1937 e completou seu treinamento em 1939. Barkhorn voou suas primeiras missões de combate durante a "Guerra de Mentira" e depois na Batalha da Grã-Bretanha sem abater nenhuma aeronave. Voando com o Jagdgeschwader 52 (JG 52), ele conquistou sua primeira vitória em julho de 1941 e seu total aumentou constantemente contra a Força Aérea Soviética. Em março de 1942, Barkhorn foi nomeado líder do esquadrão do 4. Staffel (4.º esquadrão) do JG 52e foi premiado com a Cruz de Cavaleiro da Cruz de Ferro em agosto de 1942. Ele recebeu o comando do II. Gruppe (2.º grupo) do JG 52 em setembro de 1943. Barkhorn foi premiado com a segunda maior condecoração na Wehrmacht quando recebeu a Cruz de Cavaleiro da Cruz de Ferro com Folhas de Carvalho e Espadas por 250 vitórias aéreas.
Barkhorn voou 1.104 missões de combate e foi creditado com 301 vitórias na Frente Oriental pilotando o Messerschmitt Bf 109. Em janeiro de 1945, ele deixou o JG 52 na Frente Oriental e se juntou ao Jagdgeschwader 6 (JG 6) como Geschwaderkommodore (comandante de ala), defendendo a Alemanha do ataque aéreo aliado. Em abril de 1945, ele se juntou ao Jagdverband 44 (JV 44) de Galland e se rendeu aos Aliados Ocidentais em maio de 1945 e foi libertado no final daquele ano. Após a guerra, Barkhorn entrou para a Força Aérea Alemã do Bundeswehr, servindo até 1975. Em 6 de janeiro de 1983, Barkhorn se envolveu em um acidente de carro com sua esposa Christl. Ela morreu instantaneamente e Barkhorn morreu cinco dias depois, em 11 de janeiro.

## História
Iniciou a sua carreira militar no ano de 1937 ao entrar para a Luftwaffe como cadete (em alemão: Fahnenjunker) e iniciou os treinamentos para piloto no mês de Março de 1938 e ao completar este treinamento foi enviado para a 3./JG 2.

## Segunda Guerra Mundial
No dia 1 de Agosto de 1940 o Leutnant Barkhorn foi transferido para a 6./JG 52 com base no Canal da Mancha, onde voou a sua primeira missão de combate, mas não fez nenhuma vitória durante este tempo, pelo contrário, foi abatido no canal e logo em seguida resgatado.
O primeiro sucesso de Barkhorn veio na sua 120ª missão realizada no dia 2 de Julho de 1941 na Frente Oriental e logo atingiu a sua 10ª vitória em 30 de Novembro de 1941. Barkhorn foi designado para ser Staffelkapitän da 4./JG 52 em 21 de Maio.
Em 25 de Julho, ele foi ferido em combate enquanto pilotava o seu Bf 109 F-4 (W.Nr. 13 388) “Branco 5”. Em seguida, pelas suas 64 vitórias em combate, o então Oberleutnant Barkhorn foi condecorado com a Cruz de Cavaleiro da Cruz de Ferro no dia 23 de Agosto de 1942.

## Vitórias
Alcançou a sua 100ª vitória no dia 19 de Dezembro e em 11 de Janeiro de 1943, ele foi condecorado com as Folhas de Carvalho (Nr 175) quando atingiu a sua 105ª vitória. O Hauptmann Barkhorn acabou se tornando Gruppenkommandeur do II./JG 52 em 1 de Setembro de 1943.
No dia 8 de Agosto ele registrou a sua 150ª vitória, tendo abatido um total de 24 aeronaves inimigas neste mês, no mês seguinte, Setembro, foram mais 15 vitórias, outras 23 em Novembro, incluindo a sua 200ª vitória conquistada no dia 30 de Novembro de 1943 e abateu outras 28 aeronaves no mês de Novembro, incluindo sete abatidos no dia 28 de Dezembro.
No dia 23 de Janeiro de 1944, Barkhorn acabou se tornando o primeiro piloto de caça a completar a sua missão de combate de nº 1000. No dia 12 de Fevereiro, atingiu a sua vitória de número 250 sendo o segundo a atingir tal marca e em seguida foi condecorado com as Espadas da Cruz de Cavaleiro no dia 2 de Março de 1944 quando tinha 251 vitórias.
Durante a sua carreira militar foi abatido 9 vezes saltou de seu avião uma vez e foi por duas vezes ferido. No dia 31 de Maio de 1944, estava voando a sua 6ª missão do dia e estava já cansado e desconcentrado quando foi abatido por um caça russo em seu Bf 109 G-6 (W.Nr. 163 195) “Preto 5”. Ele foi ferido no seu braço direito e perna ficando fora de ação por meses, retornando somente em Outubro e logo em seguida, no mês de novembro já havia alcançado a sua 275ª vitória e a sua última vitória, a de nº 301 no dia 5 de Janeiro de 1945.

## Defesa do Reich
No dia 16 de Janeiro de 1945, Major Barkhorn assumiu o comando da Jagdgeschwader 6 nas batalhas de Defesa do Reich, unidade esta que liderou até 10 de abril de 1945. quando teve de ser internado devido os ferimentos que sofreu no seu acidente. Quando se recuperou, entrou para a JV 44 comandada pelo Generalleutnant Adolf Galland (104 vitórias, RK-Br) onde operavam com os modernos caças a jato Me 262.
No dia 21 de Abril de 1945, na segunda e última missão que voou com um Me 262, o seu motor havia falhado. Teve de abortar um ataque aos bombardeiros americanos e voltar para a sua base em Riem. Durante o seu pouso, ele foi seguido por caças P-51 Mustangs da USSAF. Para facilitar a sua saída do avião, havia deixado o Cockpit aberto mas este deslizou e acertou o seu pescoço, fazendo com que ficasse até o final da guerra no hospital.

## Pós-Guerra
Quando a guerra acabou, foi um dos poucos pilotos da Luftwaffe com um grande número de vitórias na Frente Oriental que conseguiram escapar de ser entregues aos Soviéticos, sorte esta não tiveram outros grandes ases como Hermann Graf e Erich Hartmann o maior ás da Segunda Guerra Mundial e de todos os tempos, com um total de 352 vitórias confirmadas. Contudo, foi feito prisioneiro de guerra pelos Americanos, sendo libertado logo em seguida, em setembro de 1945.
No pós-guerra entrou para a Bundesluftwaffe no ano de 1956, onde comandou o JaboG 31 “Boelcke” e foi promovido para Generalleutnant e acabou se aposentando no ano de 30 de junho de 1975

## Falecimento
No dia 6 de Janeiro de 1983, durante uma viagem de carro até a cidade de Colônia, Barkhorn e a sua esposa Christl foram surpreendidos por uma tempestade de inverno e acabaram sofrendo um grave acidente de carro que vitimou a sua esposa. Barkhorn resistiu e foi levado para o hospital, mas devido a gravidade dos ferimentos, acabou falecendo dois dias mais tarde, em 8 de Janeiro de 1983.
Foi enterrado com todas as honrarias militares numa cerimônia em que estavam presentes muitos de seus antigos companheiros dos tempos de Luftwaffe.
"Ele era muito honesto para a nova Luftwaffe, mas permanece como um dos poucos comandantes sobre o qual os homens continuam a falar trinta, quarenta, cinqüenta anos depois, com respeito e afeição. Gerd Barkhorn foi um homem inesquecível."
Erich Hartmann

## Sumário da carreira

### Condecorações
- Cruz de Ferro (1939)
  - 2ª classe (23 de outubro de 1940)
  - 1ª classe (3 de dezembro de 1940)
- Distintivo de Voo do Fronte da Luftwaffe em Ouro com Flâmula "1.100"
  - em Prata (20 de abril de 1941)
  - em Ouro (27 de agosto de 1941)
  - em Ouro com Flâmula (6 de outubro de 1942)
  - em Ouro com Flâmula "1.100" (11 de fevereiro de 1945)
- Distintivo de Piloto/Observador
- Troféu de Honra da Luftwaffe (20 de julho de 1942)
- Distintivo de Ferido em Preto (25 de julho de 1942)
- Cruz Germânica em Ouro (21 de agosto de 1942)
- Medalha Oriental (31 de agosto de 1942)
- Escudo da Crimeia (15 de março de 1943)
- Medalha de Valor da Eslováquia em Prata 2ª classe (17 de agosto de 1943)
- Cruz de Cavaleiro da Cruz de Ferro (23 de agosto de 1942)
  - 175ª Folhas de Carvalho (11 de janeiro de 1943)
  - 52ª Espadas (2 de março de 1944)

### Promoções
Wehrmacht
- 27 de agosto de 1939 – Leutnant (segundo tenente)
- 1 de novembro de 1941 – Oberleutnant (primeiro tenente)
- 1 de abril de 1943 – Hauptmann (capitão)
- 1 de abril de 1944 – Major

Bundeswehr
- 19 de junho de 1956 – Major
- 12 de maio de 1958 – Oberstleutnant (tenente-coronel)
- 28 de setembro de 1960 – Oberst (coronel)
- 10 de setembro de 1969 – Brigadegeneral (general de brigada; rank temporário)
- 1 de abril de 1970 – Brigadegeneral (general de brigada)
- 1 de outubro de 1973 – Generalmajor (major-general)